# Costa del Sol
Costa del Sol este o regiune formată din orașe de coastă și comunități din partea de vest a Málaga în sudul Spaniei, în comunitatea autonomă Andaluzia. Numele se traduce prin "Coasta Soarelui" în română. Inițial formată din așezări pescărești liniștite, regiunea a fost transformată radical în ultima parte a secolului al XX-lea într-o destinație turistică de renume mondial, cu o aglomerare urbană aproape continuă de așezări și stațiuni pe toată lungimea cosatei.
E formată din zona aflată la vest de orașul Málaga și la est de granița cu provincia Cádiz, de-a lungul coastei Mediteranei. Include orașele Torremolinos, Benalmádena, Fuengirola, Mijas, Marbella, San Pedro de Alcántara, Vélez-Málaga, Nerja, Torrox, Puerto Banús și Estepona. 
Așezările din regiune datează din epoca bronzului, aceasta aparținând alternativ de numeroase popoare și culturi, precum fenicienii, cartaginezii, romanii, vandalii, vizigoții și maurii, înainte de Reconquista. 
Formată inițial din sate pescărești, zona a intrat în circuitul turistic internațional odată cu anii 1950, devenind o destinație populară printre turiștii străini, atât pentru plajele sale, cât și pentru cultura sa.
Zona este puternic urbanizată, cu un cordon aproape continuu de clădiri de-a lungul coastei. Stilurile arhitecturale sunt un amestec de vile albe, joase, și clădiri foarte înalte, mai ales în stațiunile turistice, în detrimentul geografiei sale.

## Trivia
În jocul video Final Fantasy VII, o stațiune de pe malul mării poartă numele de Costa Del Sol.